# Briones
Briones és un municipi de la Rioja, a la regió de la Rioja Alta. Se situa al nord-oest de la província, emplaçat sobre un turó de 80 metres d'altura, amb el seu vessant nord tallada sobre el riu Ebre en pendent gairebé vertical.

## Història
El nom prové dels Berons, antics pobladors de La Rioja, però segons es deduïx d'un jaciment lític de l'edat del bronze trobat en el camí de l'ermita dels Sants Màrtirs, Briones va tenir pobladors encara més antics. La Crònica Albeldense fa referència expressa que Alfons I d'Astúries va talar els termes de Briones i altres sis poblacions. A més s'esmenta la famosa expedició que va portar a terme Alfons I, rei d'Astúries per la riba de l'Ebre l'any 740. En aquest relat es refereixen les localitats destruïdes: Mirandam (Actual Miranda de Ebro), Revendecam, Carbonariam, Abeicam (Ábalos, des d'on va creuar l'Ebre), Brunes (podria ser Briones però no és del tot segur), Cinissariam (actual Cenicero) i Alesanco. Va estar sota domini sarraí fins a finals del segle ix.
Domini navarrès del rei Ordoni II de Lleó, des de principis del segle x. Va pertànyer al Comtat de Castella, des de finals del segle X repoblat amb vascons i frontera entre Castella i Navarra Amb l'assassinat de Sanç el de Peñalén el 4 de juny de 1076, Alfons VI de Lleó i Castella es va apoderar de La Rioja i Briones va passar a ésser Senyoriu dels d'Haro. Ferran III el Sant nomeno a Do Diego López III d'Haro, nebot del monarca, primer Senyor de Briones, romanent des de llavors el Senyoriu en l'àmbit del Regne de Castella, encara que sovint embolicat en nombrosos episodis bèl·lics amb els seus veïns del Regne de Navarra.
En 1240 Diego López es va rebel·lar contra Ferran III i es va refugiar en Briones. El rei va voltar la vila i ho va fer presoner. A partir de llavors la vila va ser realenga. El 18 de gener de 1256, Alfons X el Savi li va concedir el fur de Vitòria, per a garantir la repoblació castellana davant les pretensions navarreses. En 1293 Sanç IV li va donar privilegi real. Fins al segle xviii, Ollauri, Rodezno i Gimileo eren llogarets de Briones. En l'època de basconització de la Rioja hi havia trenta cognoms bascos en 1536.